# Још не свиће рујна зора
Још не свиће рујна зора је четврти студијски албум групе Седморица младих, издат 1985. године, а објављен под издавачком лиценцом ПГП РТБ у Београду. Песме на албуму су кантри, фолк и етно музичког правца. Аранжман за албум је радио Љубиша Милић.

## Списак песама
1. „Још не свиће рујна зора“ – 3:40
2. „Кафана под липом“ – 4:15
3. „Пече чича ракију“ – 1:40
4. „Болесно ми лежи“ – 3:14
5. „Ву плавем трнаци“ – 2:20
6. „Не плачи, душо“ – 3:34
7. „Већ одавно спремам свог мркова“ – 4:30
8. „Фијакерист“ – 2:52
9. „Лепа Јања (Рибара старог кћи)“ – 3:12
10. „Осам тамбураша“ – 3:07